# Reiko Ōhara
Reiko Ōhara (大原 麗子, Ōhara Reiko), nom de scène de Reiko Iizuka (飯塚 麗子, Iizuka Reiko) née le 13 novembre 1946 et morte le 3 août 2009, est une actrice japonaise.

## Biographie
Reiko Ōhara nait à Tokyo dans une famille qui vend des confiseries japonaises dans le quartier de Hongō. Ses parents divorcent alors qu'elle huit ans et elle est élevée par sa mère. Après ses études elle commence une carrière d'actrice et se fait rapidement remarquer en jouant dans des dramas en vogue comme Rikon tomodachi et Kurenaizoku no hanran.
Deux fois divorcée, elle s'est marié à l'acteur Tsunehiko Watase (de 1973 à 1978) puis au chanteur Shin'ichi Mori (de 1980 à 1984).
Reiko Ōhara souffre d'un syndrome de Guillain-Barré, diagnostiqué en 1975 et est opérée d'un cancer du sein en 1992. Son corps est retrouvé sans vie le 6 août 2009 dans sa chambre à Setagaya, sa mort remontait à plusieurs jours.
Elle a tourné au cinéma dans 53 films entre 1965 et 1992 ainsi que dans de nombreux dramas pour la télévision.

## Filmographie partielle

### Au cinéma
- 1965 : Kawaī anoko (可愛いあの娘?) de Ryūichi Takamori (ja)
- 1965 : Dani (ダニ?) de Hideo Sekigawa
- 1965 : Kamo (かも?) de Hideo Sekigawa
- 1965 : Iro (いろ?) de Shinji Murayama (ja)
- 1966 : Yōko, jeune délinquante (非行少女ヨーコ, Hikō shōjo Yōko?) de Yasuo Furuhata
- 1970 : La Légende de Zatoïchi : Le Shogun de l'ombre (座頭市あばれ火祭り, Zatōichi abare-himatsuri?) de Kenji Misumi
- 1972 : Erotica iro-gassen (エロチカ色合戦?) de Kin'ya Ogawa (ja) : geisha
- 1977 : L'Île de la prison (獄門島, Gokumon-tō?) de Kon Ichikawa
- 1978 : Le Samouraï et le Shogun (柳生一族の陰謀, Yagu ichizoku no inbo?) de Kinji Fukasaku : Okuni
- 1978 : Le Phénix (火の鳥, Hi no tori?) de Kon Ichikawa
- 1978 : C'est dur d'être un homme : Elle court, elle court la rumeur (男はつらいよ 噂の寅次郎, Otoko wa tsurai yo: Uwasa no Torajirō?) de Yōji Yamada : Sanae
- 1983 : Second Love (セカンド・ラブ, Sekando rabu?) de Yōichi Higashi
- 1983 : La Taverne Chōji (居酒屋兆治, Izakaya Chōji?) de Yasuo Furuhata : Sayo Kamiya
- 1984 : Ohan (おはん, Ohan?) de Kon Ichikawa
- 1984 : C'est dur d'être un homme : Amour interdit (男はつらいよ 寅次郎真実一路, Otoko wa tsurai yo: Torajirō shinjitsu ichiro?) de Yōji Yamada
- 1986 : Jours de joie et de tristesse (新・喜びも悲しみも幾歳月, Shin yorokobimo kanashimimo ikutoshitsuki?) de Keisuke Kinoshita : Asako
- 1992 : Shōrishatachi (勝利者たち?) de Shūe Matsubayashi

### À la télévision
- 1977 : Aniki (あにき?) (série télévisée)

## Doublage
- 1987 : Le Roman de Genji (紫式部 源氏物語, Murasaki Shikibu: Genji monogatari?) de Gisaburō Sugii : Dame Fujitsubo

## Distinctions
Reiko Ōhara est nommée pour le prix de la meilleure actrice dans un second rôle pour son interprétation dans Ohan aux Japan Academy Prize de 1985.